# Samolepilni obliž
Samolepilni obliž je kirurški trak z nalepljeno sterilno gazo, ki se uporablja za oskrbo manjših ran, pogosto pri poškodbah prstov. So različno oblikovani za prileganje na določene dele telesa.